# 安全側線

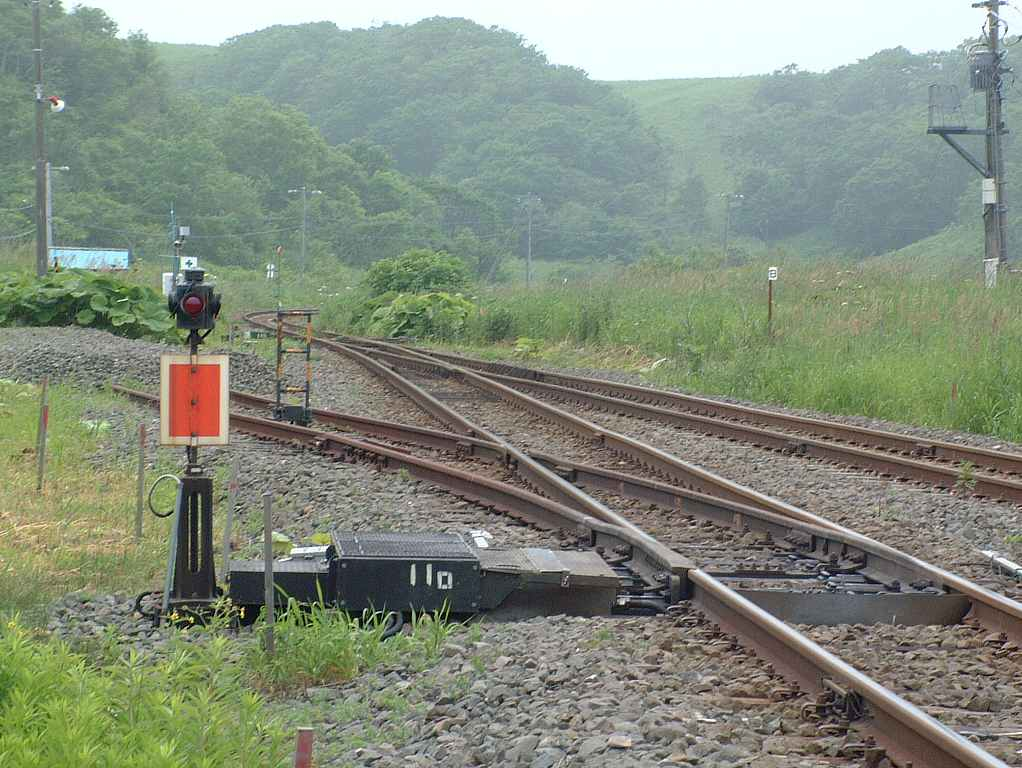
単線区間の停車場の安全側線（根室本線尺別駅(現:信号場)）

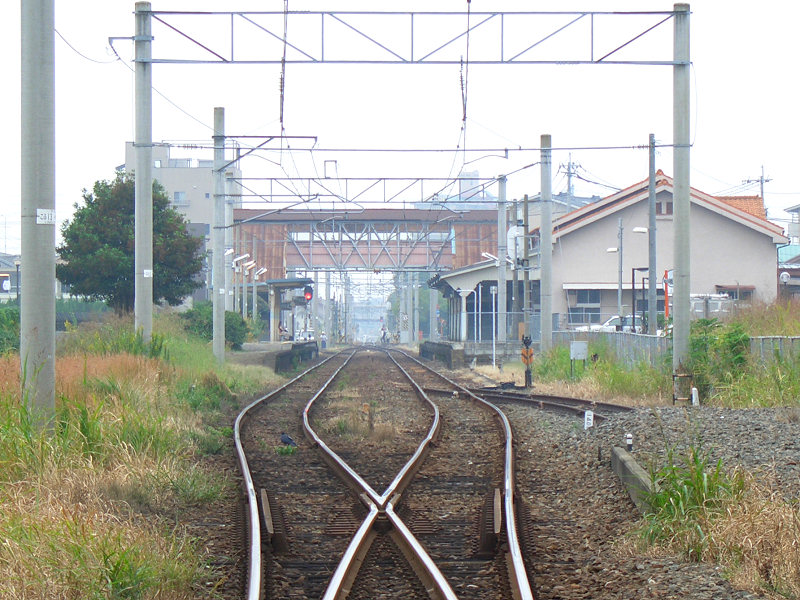
安全側線を含む駅構造（豊肥本線南熊本駅）

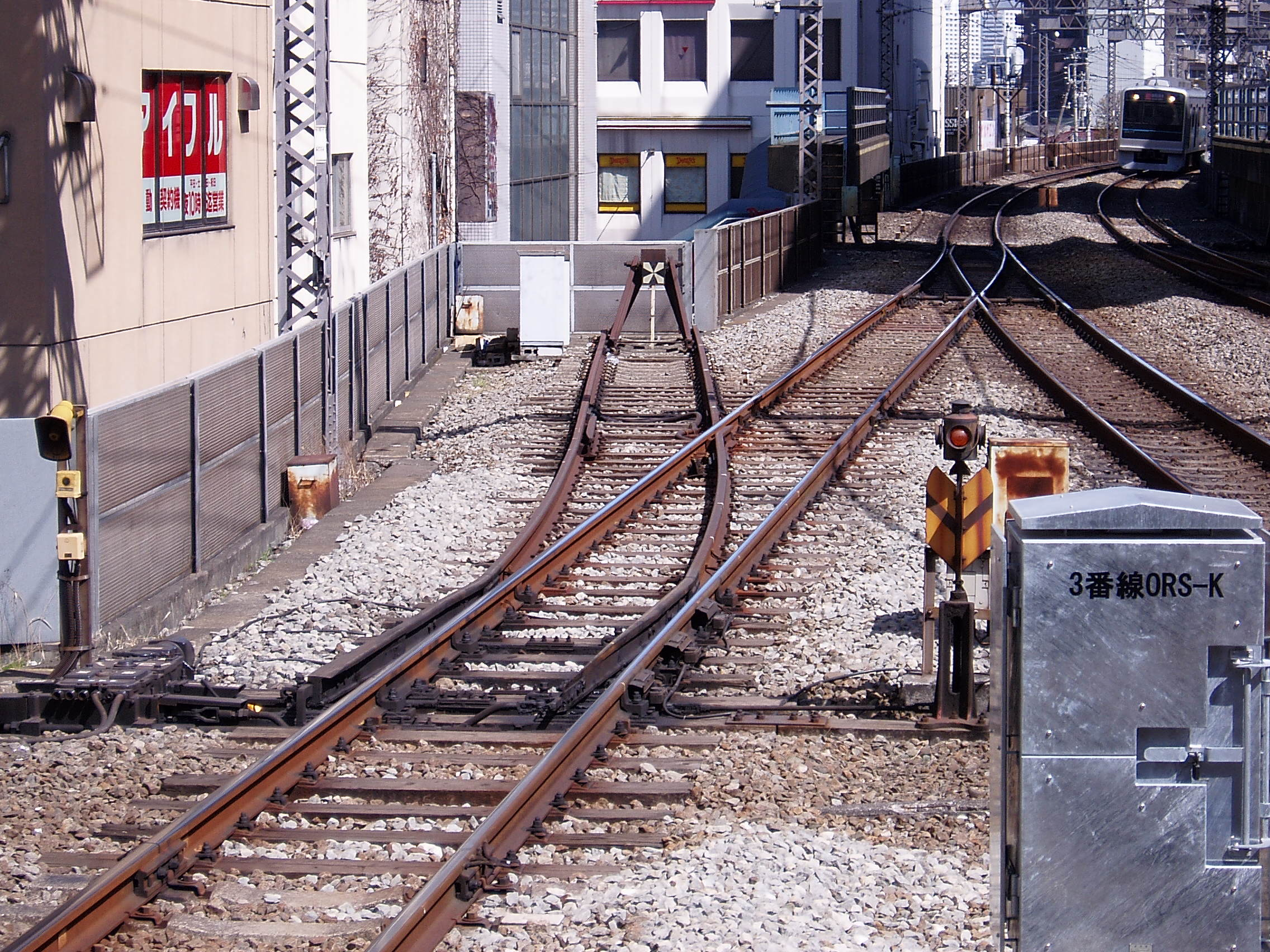
高架線に設置された安全側線の例（小田原線本厚木駅）

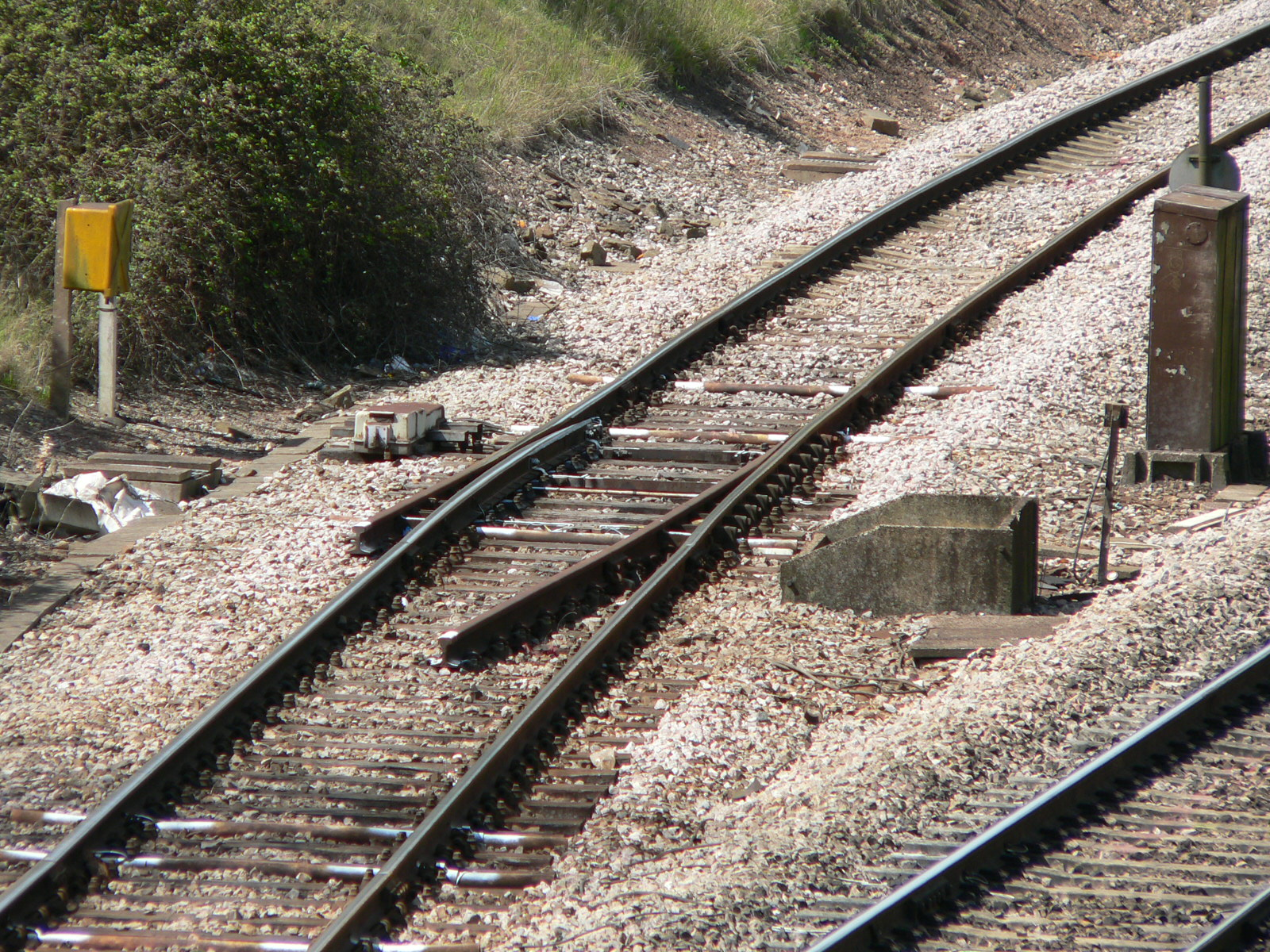
イギリスで多く使われている脱線転轍器

安全側線（あんぜんそくせん）は、過走して他の列車の進路に支障を来すことによる衝突を防止する目的で、本線とは異なる線路へ列車を進入させ、列車を意図的に脱線・停止させるために設ける停車場内の短い側線である。非常用の設備であり、通常時に車両は入線しない。側線を設けないポイントだけの設備は、脱線転轍器（脱線ポイント）という。

## 概要
単線区間の行き違い施設では、列車が停止位置を冒進して本線に出てしまうと、対向列車と正面衝突する危険がある。そこで、本線に合流する分岐器の手前で分岐させ、その先を砂利盛りなどの車止めにしておくものが安全側線である。安全側線導入によって単線区間でも同時進入が可能になり、交換待ちによるダイヤのロスを減らすことができる。
列車交換時には分岐器は安全側線側に開通しており、列車が冒進した場合はそのまま安全側線に進入させた上で砂利盛りなどの車止めで停止させ、対向列車との衝突を避ける仕組みになっている。
日本では1913年（大正2年）10月17日に発生した東岩瀬駅列車正面衝突事故を教訓に全国で整備された。この東岩瀬事故やそれまでのオーバーランの実例、種々の実験の結果を参考に、突込線の長さは約91メートル（300フィート）とされ、さらに車止を設け、その手前約10メートルの区間に砂利盛りをすることになった。1926年に突込線を「安全側線」と改称した。

## 課題と対策
本線への誤進入により他の列車・車両との衝突を起こすよりも、誤進入列車・車両を脱線させた方が被害がより少ないであろうという想定に基づいている（フェイルセーフではなく、自動車でいうパッシブセーフティにあたる）。安全側線は、誤進入した列車・車両を停止させるために十分な砂利堤等の長さが確保でき、進入速度が十分低ければ、有効な安全システムとして機能する。
しかし日本では用地の関係で、砂利盛りが省略されている箇所や、十分な長さがない箇所も少なくない。また、高速で進入すると当該列車が脱線転覆するのみならず、本線に支障を来して対向列車や後続列車との二次事故を生じる危険も高い（後述）。
現在では、安全側線に高速で進入することのないように、手前でATSなどにより減速させるほか、万一安全側線に進入した場合には、ケーブルの切断・スイッチ動作などにより、周辺の信号機を停止信号にする安全側線緊急防護装置を設置して安全対策を行っている。また、複線化やより安全性の高い保安装置（ATS-PやATCなど）の導入により安全側線が省略されるケースもある。

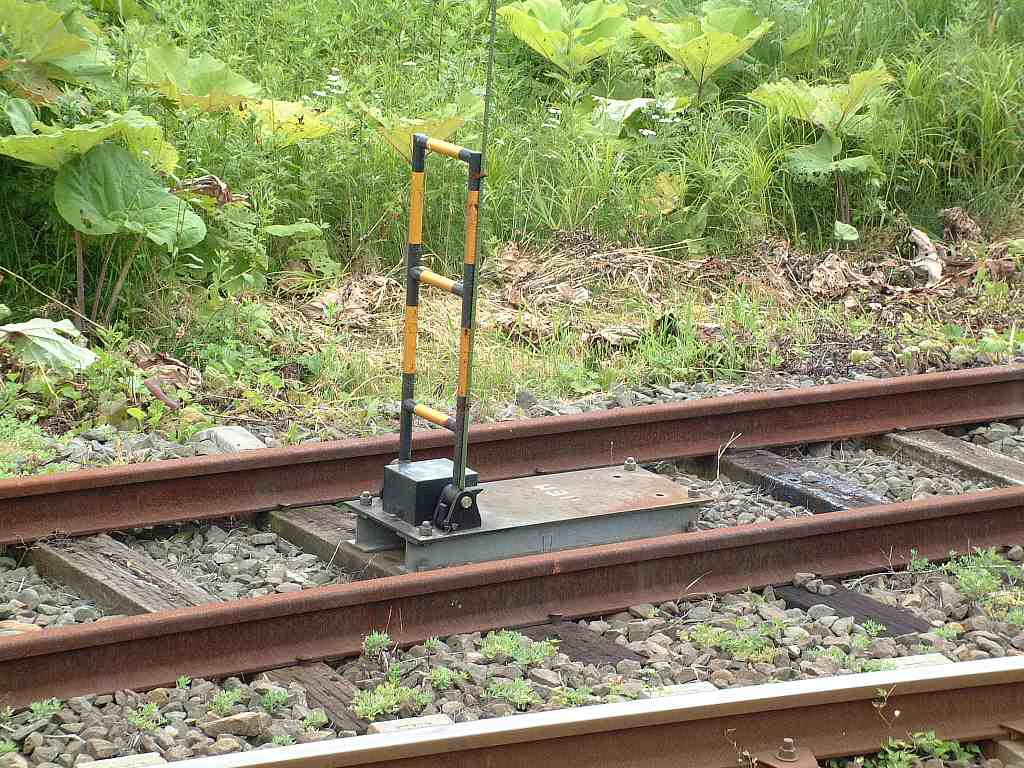
安全側線緊急防護装置（根室本線直別駅(現:信号場））

## 進入事例

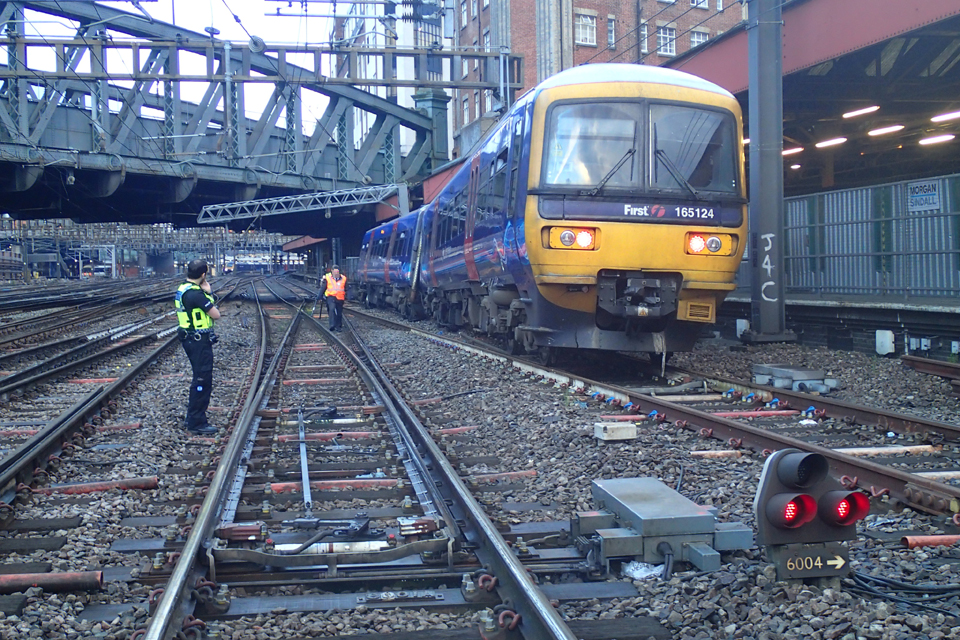
英国パディントン駅で安全側線に突入したイギリス国鉄165系車両（2016年6月）。鉄道事故調査委員会（RAIB）によれば、赤信号の見落としであった。

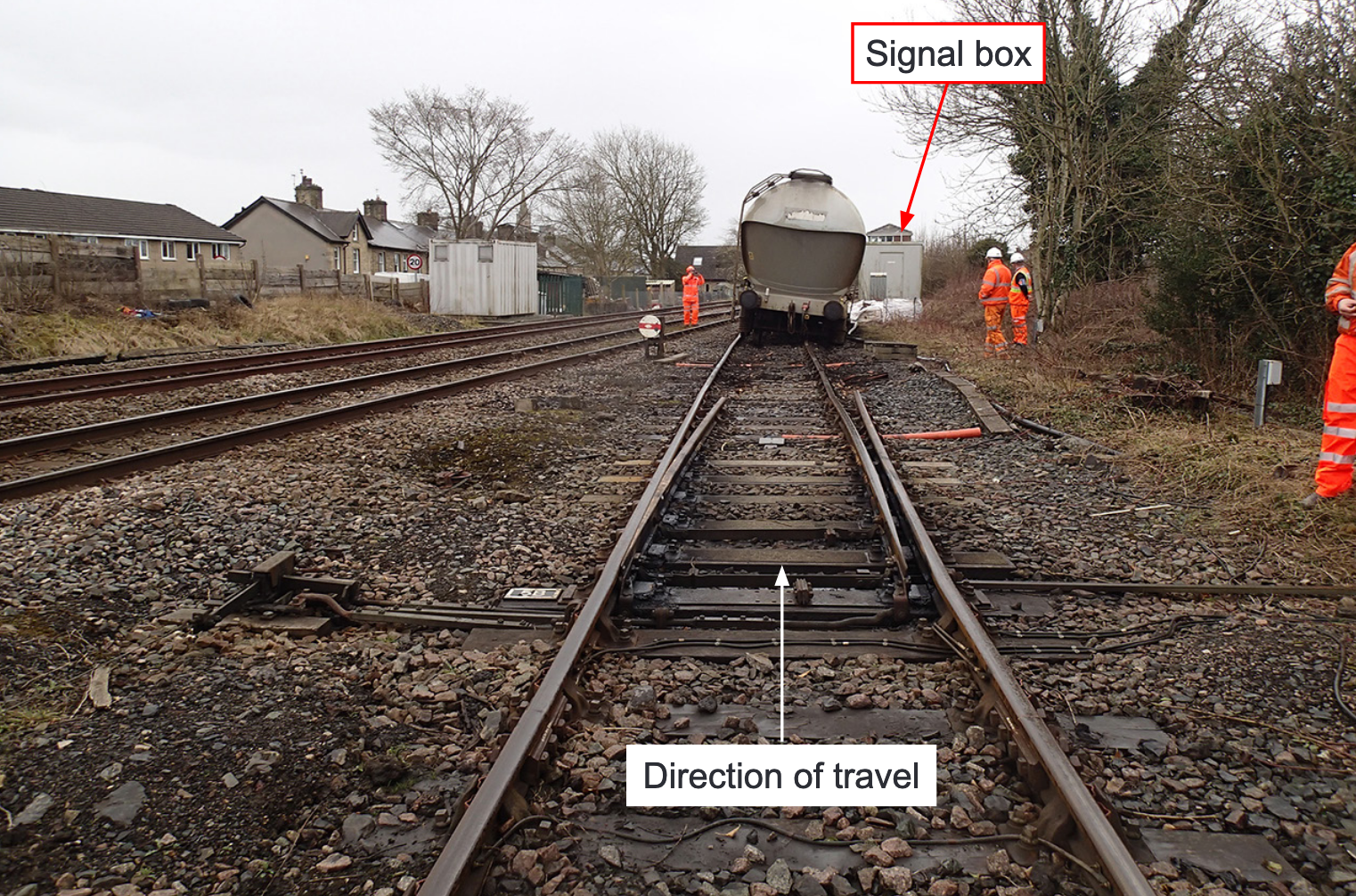
英国の工場引き込み線から貨車が暴走し、脱線転轍器を通過した事例（2020年3月）。RAIBによれば、手ブレーキの制動力不足であった。

### 安全側線における死亡事故例
- 1956年10月15日 六軒事故
- 1962年5月3日 三河島事故
- 1971年10月25日 総谷（青山）トンネル事故

以上は、冒進した列車が高速で安全側線に進入した際に安全に脱線させることができずに転覆・傾斜し、本線に支障を来したところに後続列車（三河島）・対向列車（六軒・総谷）が突っ込み、二次事故を引き起こして、多数の死者を出す大惨事となった例である。詳細はそれぞれの項を参照。

### 安全側線が機能した例
詳細は各事故の項目も参照。
- 1972年（昭和47年）12月3日 日豊本線宮崎神宮駅脱線事故

広島発西鹿児島行きの急行「青島」（11両編成）が駅構内へ進入した際に、運転士が駅構内の信号を見落としたため安全側線へ進入、脱線。40メートルほど道床へ乗り上げた。ケガ人は無し。ATS装置は機能していなかった。列車は先頭の4両を切り離して50分遅れで西鹿児島駅へ向かった。
- 1995年12月25日 福知山線藍本駅脱線事故[4]

篠山口発大阪行きの快速電車（4両編成）が停車する際に、事故当日の雪によりブレーキシューに雪が挟まりブレーキが機能しなくなったため滑走し、停止位置を行き過ぎ安全側線へ進入し、車止めの石に乗り上げ前3両が脱線した。この脱線でダイヤの乱れ、運休はあったが、人的被害は免れた。なお、この事故がきっかけで福知山線内を走行する電車にも耐雪ブレーキを装備する事となった。
- 2001年12月12日 石勝線川端駅脱線事故[5]

夕張発追分行き上り普通列車（1両編成）の運転士が出発信号機の停止現示を見落として出発し、ATS警報音が鳴ったため非常ブレーキをかけたが、スノーシェルター内で安全側線に進入し、砂利盛りに乗り上げて前側台車2軸とも脱線した。通常ダイヤでは当該列車は当駅で行き違いを行わないが、事故当時は降雪でダイヤが大幅に乱れており、当駅で対向の特急列車の通過を待つことになっていた。そのことは当駅停車中に輸送指令から運転士に伝達する予定であったが、連絡前に運転士が列車を出発させて事故に至った。結果的に特急列車との衝突を免れ、人的被害もなかった。
- 2003年3月8日 函館本線五稜郭駅誤進入事故

寝台特急「トワイライトエクスプレス」を札幌駅まで牽引する予定だったディーゼル機関車が安全側線へ誤進入し、砂利盛りに乗り上げて停止した。この影響で夜行列車に数時間の遅れや、普通列車に部分運休などの影響が出た。
- 2004年11月28日 奥羽本線鯉川駅脱線事故[6]

秋田発青森行き普通列車（2両編成）が、線路に積もった杉の木の枯葉で制動時に車輪が滑走し、十分に減速できないまま安全側線に入り、砂利盛りに乗り上げて先頭車両の前側台車1軸が脱線して停止した。この脱線でダイヤの乱れ、運休はあったが、人的被害は免れた。
- 2005年12月7日 紀勢本線那智駅脱線事故[7]

紀伊勝浦発新宮行き上り普通列車（2両編成）が、線路に積もった竹の枝葉のため滑走し、ホーム位置で停止できずに安全側線に進入し、砂利盛りに乗り上げて先頭車両の前側台車2軸とも脱線して停止した。この事故で運休やダイヤの乱れが生じたが、人的被害は免れた。
- 2012年2月16日 石勝線貨物列車脱線事故[8]

詳細は当該項目を参照。
- 2012年11月8日 三岐鉄道三岐線三里駅構内列車脱線事故[9]

詳細は当該項目を参照。
- 2015年12月31日 高徳線普通列車脱線事故[10]

詳細は当該項目を参照。
- 2024年12月13日 伯備線布原駅事故[11]

備後落合発新見行き上り普通列車（1両編成）が、布原駅の停止信号を確認せずに出発して、安全側線に進入して停止した。